# Genius (film 2016)
Genius è un film del 2016 diretto da Michael Grandage, al suo debutto come regista cinematografico
dopo aver lavorato per anni come regista teatrale.

## Trama
New York, 1929. Maxwell Perkins, redattore di successo della Scribner’s Son, nonché già scopritore di autori quali Francis Scott Fitzgerald ed Ernest Hemingway, vive in un cottage appena fuori città con la moglie e le cinque figlie. Un giorno, nel suo ufficio, si trova a leggere le bozze di O Lost, romanzo di Thomas Wolfe. Colpito dal contenuto, decide di pubblicarlo e, così, inizia una collaborazione con l’autore. Il romanzo viene pubblicato e riscuote un enorme successo: quindicimila copie in un solo mese. I rapporti tra Max e Thomas si intensificano sempre di più, mentre la relazione di Thomas con Aline Bernstein, una donna sposata e di vent’anni più grande di lui, è messa a dura prova dopo la pubblicazione del romanzo di Wolfe. Max riesce a far pubblicare anche un secondo romanzo di Wolfe, Il tempo e il fiume, dopo un estenuante lavoro di revisione durato anni. Il secondo romanzo ha anch’esso successo; nel frattempo, Thomas si trova a Parigi dove segue a distanza gli avvenimenti, grazie alle notizie ricevute dall’amico Max.
Tornato a New York, Wolfe si mette subito al lavoro, scrivendo un nuovo libro. Il carattere turbolento di Thomas, lo porta a litigare in maniera piuttosto accesa con Max, e, tra i due, i rapporti si incrinano, tanto che Wolfe pensa già di rivolgersi ad un altro redattore. Aline lascia definitivamente Thomas, perché troppo preso da sé stesso e incapace di curarsi degli altri. Quando ormai Max si è rassegnato all’assenza di Thomas, arriva una telefonata dalla madre di Wolfe: a Thomas è stata riscontrata la tubercolosi cerebrale. Nonostante l’operazione subìta, Thomas non accenna a migliorare: morirà poco dopo, non senza però aver scritto e lasciato una lettera all’amico Max, ribadendo il suo immenso affetto per lui.

## Produzione
Tra gli interpreti principali figurano Colin Firth, Jude Law, Nicole Kidman, Dominic West e Guy Pearce. Le riprese sono iniziate il 19 ottobre 2014 a Manchester e sono terminate il 12 dicembre dello stesso anno.

## Distribuzione
Il 16 febbraio 2016 il film è stato presentato in concorso, in competizione per l'Orso d'oro, alla 66ª edizione del Festival di Berlino; successivamente è stato distribuito nelle sale cinematografiche statunitensi dal 29 luglio 2016 ed in Italia arrivato dal 10 novembre seguente.